# Shotgun Messiah (album)
Shotgun Messiah è il primo album degli Shotgun Messiah, uscito nel 1989 per l'Etichetta discografica Combat/Relativity Records.

## Tracce
1. Bop City
2. Don't Care 'Bout Nothin'
3. Shout It Out
4. Squeezin' Teazin'
5. The Explorer
6. Nowhere Fast
7. Dirt Talk
8. I'm Your Love
9. Nervous

## Formazione
- Zinny J. Zan - voce
- Harry K. Cody - chitarra, cori
- Tim Tim (Tim Skold) - basso, cori
- Stixx Galore - batteria

### Altre partecipazioni
- Tord Jacobsson - batteria nella traccia 5
- P.O. Peterson - cori